# Ewald George von Pirch
Ewald George von Pirch (* 24. April 1728 in Poganitz; † 15. Januar 1797 in Köslin) war ein preußischer Justizjurist und von 1769 bis 1797 Hofgerichtspräsident in Köslin.

## Leben

### Familie
Ewald George entstammte der hinterpommerschen Adelsfamilie Familie Pirch und war der älteste Sohn des preußischen Premier-Lieutenants sowie Erbherrn auf Poganitz Ernst Friedrich von Pirch (* 1689; † 1761) und der Anna Margaretha von Massow a.d.H. Groß Voltz († 1730). Er blieb unvermählt.

### Laufbahn
Pirch erhielt ab dem Jahr 1744 seine Schulbildung auf dem Collegium Fridericianum in Königsberg, wechselte dann 1747 auf die Universität Königsberg.
Eine erste Anstellung als Auskultator kam nach Ablehnung durch den König, „…da es davon schon zu viele gäbe“, nicht zustande. 1751 wurde er Referendarius bei dem preußischen Hofgericht in Königsberg. Im Jahr darauf war er Justizdirektor zu Liebstadt, 1753 bereits Direktor beim Justizkollegium in Mohrungen. 1765 durfte er dann für sechs Monate die Stelle des Direktors beim Justizkollegium in Neidenburg ausfüllen, wurde dann 1767 in Justizkollegium nach Insterburg versetzt.
Am 30. November 1768 bat er um die Stelle des Hofgerichtspräsidenten des Hofgerichts Köslin, die  mit dem krankheitsbedingten Ausscheiden von George Friedrich von Broecker vakant geworden war. Nach einer Audienz beim König in Berlin und Fürsprache des Großkanzlers vom 24. Mai 1769 konnte er sich gegen seinen Mitbewerber Joachim Abraham von Oesterling, Landrat zu Greifenhagen, durchsetzen und erhielt am 27. Mai die Bestätigung als Hofgerichtspräsident; sein Nachfolger in Insterburg wurde Friedrich Albrecht Ernst von Aweyden. Im selben Jahr legte er das Rigorosum ab. Er war zu mehreren Audienzen anlässlich der Revuereisen des Königs bestellt, so auch am 5. Juni 1783 in Neustettin.
1797 starb er infolge von Wassersucht.

## Werke
- Genealogische Nachrichten des Geschlechtes derer v. Pirch in Hinterpommern seit dem Jahre 1376 bis 1786.